# Clădirea Parlamentului Georgiei (Tbilisi)
Clădirea Parlamentului Georgiei (în georgiană საქართველოს პარლამენტის შენობა, transliterat: sakartvelos p'arlament'is shenoba) este locul de întrunire al Parlamentului Georgiei, în Tbilisi, capitala Georgiei. Este situată pe Bulevardul Rustaveli nr. 8, aproape de poalele muntelui Mtatsminda.
Complexul de clădiri a fost construit ca Casă a Guvernului RSS Gruzină pe locul Catedralei Alexandru Nevski din secolul al XIX-lea, demolată, și al cimitirului adiacent, unde au fost înmormântați cadeții georgieni uciși în timpul invaziei bolșevice din 1921. Se compune din două clădiri; clădirea „superioară” a fost proiectată de Viktor Kokorin și Giorgi Lezhava și construită între 1933 și 1938. Clădirea „inferioară”, situată de-a lungul bulevardului Rustaveli, a fost construită de aceiași arhitecți, cu contribuția lui Vladimer Nasaridze, între 1946 și 1953. Cele două clădiri sunt conectate printr-o curte, cu scări și fântâni. Arhitectura ambelor clădiri utilizează în mare măsură elemente ale arhitecturii tradiționale georgiene. Exteriorul orientat spre bulevard este dominat de o arcadă monumentală, cu o streașină masivă și fronton „arcuit”. Clădirile sunt construite din beton armat ușor, cu placări exterioare din tuf, granit și alte materiale.
Complexul a fost grav avariat în timpul loviturii de stat militare din decembrie 1991 – ianuarie 1992, în timpul căreia președintele Zviad Gamsahurdia, a fost întemnițat în buncărul subteran de sub sediul guvernului. Ulterior, clădirea a fost restaurată, renovată și folosită ca sediu al Parlamentului Georgiei din 1997 până în 2012, când ramura legislativă s-a mutat în clădirea nou construită în Kutaisi, al doilea cel mai important oraș din Georgia. În 2014, desfășurarea reuniunilor comisiilor parlamentare a fost permisă în sediul parlamentului din Tbilisi, în timp ce sesiunile ordinare au continuat să aibă loc la Kutaisi. Amendamentul constituțional adoptat în 2017 a intrat în vigoare în decembrie 2018, fără a conține nicio referire la Kutaisi ca sediu al parlamentului, ceea ce înseamnă că parlamentul s-a întors în întregime în capitală în ianuarie 2019.